# Achim Engstler

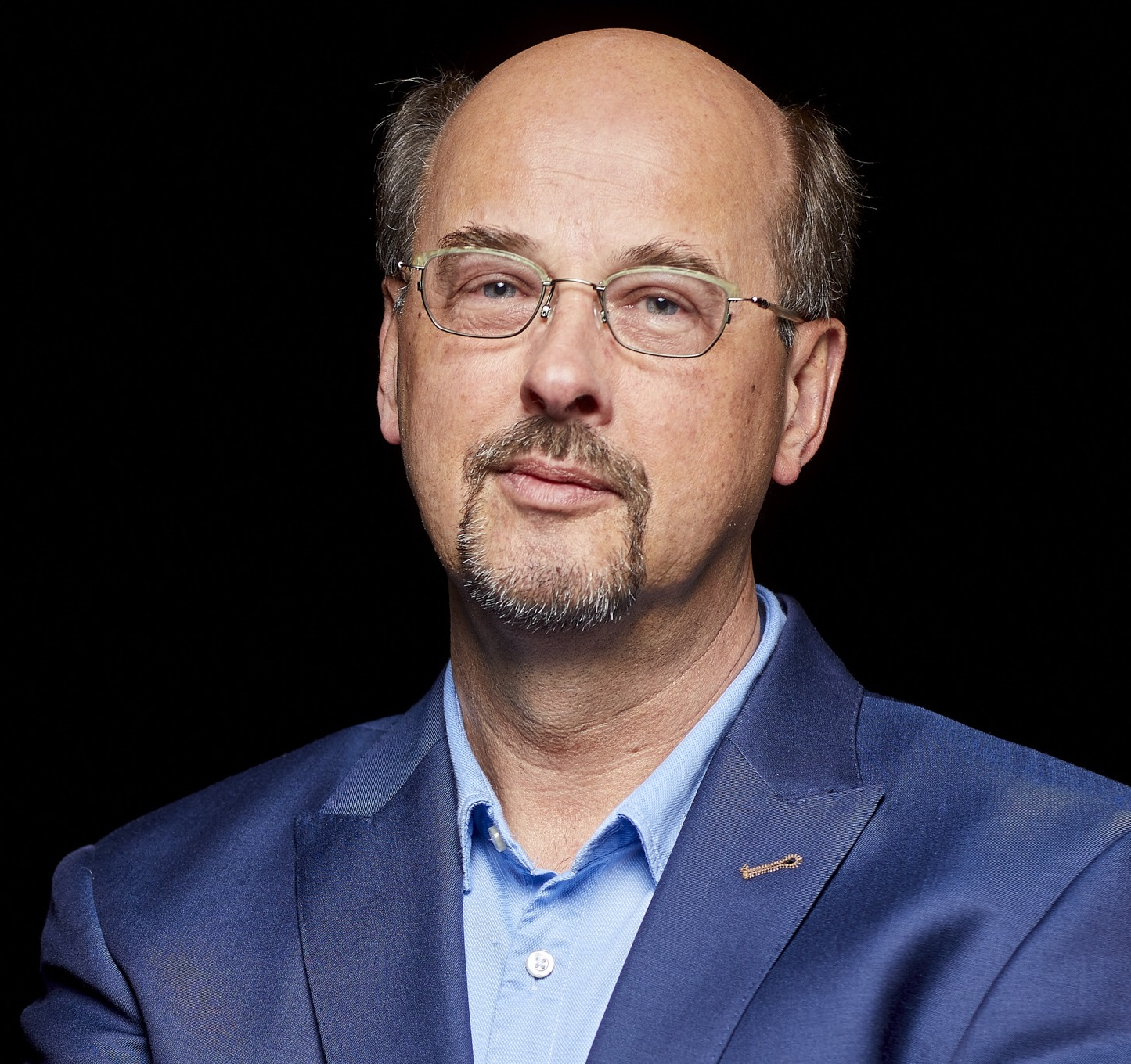
Achim Engster (2019)

Achim Engstler (* 14. März 1959 in Wilhelmshaven) ist ein deutscher Schriftsteller und Philosoph.

## Leben
Engstler wuchs an der Nordseeküste auf. Bereits als Kind war er in die Geschichten und Grübeleien seiner ostfriesischen Verwandtschaft verstrickt, die ostpreußischen Erzähler auf mütterlicher Seite taten ein Übriges. Nach dem Abitur am Max-Planck-Gymnasium in Wilhelmshaven studierte er zunächst in Göttingen, dann in Münster Germanistik, Philosophie, Pädagogik und Publizistik. Seine wichtigsten akademischen Lehrer waren Albrecht Schöne und Hans Blumenberg. 1988 promovierte er in Philosophie mit einer Arbeit über den jüdischen Kantianer Salomon Maimon. Bis 2001 forschte und lehrte Engstler an verschiedenen Universitäten, zuletzt an der Fernuniversität Hagen, für die er den Studienbrief Philosophie und Skepsis verfasste. Das Hauptinteresse seiner akademischen Arbeit galt der antiken und modernen
Skepsis, der Existenzphilosophie, der Philosophie Spinozas und dem Deutschen Idealismus. Von 1996 bis 2000 war er im Vorstand der Spinoza-Gesellschaft, von 2005 bis 2013 leitete er ein Bildungswerk in Friesland. 2008 begann er mit dem literarischen Schreiben, das es ihm erlaubte, den Faden seiner Kindheitsgeschichten wieder anzuknüpfen. In Arbeitsgemeinschaft mit Astrid Dehe entstanden drei Romane, Erzählungen, zwei Essaybände und die u. a. für den Klaus-Michael-Kühne-Preis nominierte Novelle Auflaufend Wasser. 2018 folgte ein Roman über den grüblerischen Grafen Aldenburg, 2019 und 2021 erschienen Gemeinschaftsarbeiten mit dem Zeichner Ernst Volland, 2025 ein gemeinsam mit Nikola Huppertz verfasstes Kinderbuch. Engstler war Kolumnist der Verbandszeitschrift KulturNetz und schreibt literarisch-philosophische Essays.
Als Vorsitzender des VS Niedersachsen/Bremen und als Vorsitzender des Fördererkreises deutscher Schriftsteller in Niedersachsen und Bremen engagierte sich Engstler viele Jahre lang für die beruflichen Interessen seiner Autorenkolleginnen und -kollegen. Von 2019 bis 2022 organisierte er gemeinsam mit Annette Hagemann die „Hannoversche Autor*innenkonferenz“. 2019 war er künstlerischer Leiter der 51. Niedersächsischen Landesliteraturtage in Varel und Dangast, 2021 organisierte er den „Vareler Literaturherbst“, an dem u. a. Marion Poschmann, Dirk von Petersdorff und Maria Cecilia Barbetta teilnahmen.
Engstler ist Mitglied des PEN Berlin und des NDR-Rundfunkrats.

## Werke
- Untersuchungen zum Idealismus Salomon Maimons. Frommann Holzboog, Stuttgart 1990.
- Philosophie und Skepsis. Studienbrief. FernUniversität-Gesamthochschule Hagen, Hagen 2001.
- mit Astrid Dehe: Kafkas komische Seiten. Essays. Steidl, Göttingen 2011.
- mit Astrid Dehe: Auflaufend Wasser. Novelle. Steidl, Göttingen 2013. Büchergilde Gutenberg, Frankfurt a. M. 2014. dtv, München 2015. Berg & Feierabend, Berlin (Neuausgabe, in Vorbereitung)
- mit Astrid Dehe: Nagars Nacht. Roman. Steidl, Göttingen 2014.
- mit Astrid Dehe: Unter Schwalbenzinnen. Florenz, Frühling 1442. Roman. Steidl, Göttingen 2015.
- mit Astrid Dehe: Kafkas dunkle Augen. Essays. Bernstein, Bonn 2015.
- mit Astrid Dehe: Der flüchtige Ruhm des Herrn Neubronner. dtv, München 2017.
- mit Astrid Dehe: Eichmann’s Executioner. A Novel. Transl. by Helen MacCormac and  Alyson Coombes. The New Press, New York 2017.
- Nur blättern. Nicht studieren. Nachwort in: Ernst Volland, Eingebrannte Bilder, Plakate, Cartoons, Buntstiftbilder, Fakes, Dokumente. Hirnkost, Berlin 2018.
- mit Astrid Dehe: Mein Leben ist eine brutale Anekdote. In: poetin nr. 24 (2018), S. 40–49.
- Was geht da vor, Sophie? Der Roman des Grafen Aldenburg. Isensee, Oldenburg 2018.
- mit Ernst Volland: Ohne Dangast geht's nicht. Bilder & Texte. profero, Varel 2019.
- mit Ernst Volland: Früchtchen. Edition frölich, Berlin 2021.
- Acht Glasen. In: Der Hahnepeter. Zeitschrift für Prosa und Poesie in Hannover (3/2021), S. 20–21.
- Eine leichte Tendenz zu Malve. Begegnung mit Nikola Huppertz. In: Der Hahnepeter. Zeitschrift für Prosa und Poesie in Hannover (3/2021), S. 19.
- mit Nikola Huppertz: Heiße Spur und kalte Schnauze. Gulliver, Weinheim 2025.

## Herausgeber
- mit Martin Schewe: Spinoza. Peter Lang, Bern 1990.
- mit Hans-Dieter Klein: Perspektiven und Probleme systematischer Philosophie. Peter Lang, Bern 1996.
- mit Robert Schnepf: Affekte und Ethik. Spinozas Lehre im Kontext. Olms, Hildesheim 2002.

## Auszeichnungen
- 2013 Nominierung Klaus-Michael-Kühne-Preis (Auflaufend Wasser)[8]
- 2013 Nominierung Die Hotlist. Die besten Bücher aus unabhängigen Verlagen (Auflaufend Wasser)[9]
- 2013 Buch des Monats der Ostfriesischen Landschaft (Dezember 2013; Auflaufend Wasser)[10]
- 2014 Empfehlungsliste des Evangelischen Buchpreises (Auflaufend Wasser)[11]
- 2014 Empfehlung der Jury des Mara-Cassens-Preises (Nagars Nacht)[12]
- 2016 und 2018 Einladung zur Autorenwerkstatt der Konrad-Adenauer-Stiftung in Cadenabbia
- 2017/18 Werkstipendium des Deutschen Literaturfonds (gemeinsam mit Astrid Dehe)